# Engin Altan Düzyatan

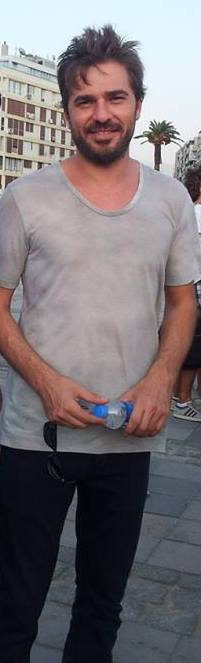
Engin Altan Düzyatan (2013)

Engin Altan Düzyatan (* 26. Juli 1979 in Karşıyaka, Izmir) ist ein türkischer Film- und Fernsehschauspieler.
Bekanntheit erlangte er in seiner Rolle als Ertuğrul in der Serie Diriliş: Ertuğrul.

## Leben
Düzyatan wurde am 26. Juli 1979 in Karşıyaka geboren. Engin Altan Düzyatan begann während seiner Schulzeit zu schauspielern. Ihm zufolge waren seine Familien türkische Migranten aus Jugoslawien. Er besuchte die Dokuz-Eylül-Universität, um Theater zu studieren. Er beendete seinen Kurs und zog nach Istanbul, wo er seine professionelle Schauspielkarriere begann.

## Karriere
2014 trat er in der Serie Cinayet mit Nurgül Yeşilçay, Uğur Polat, Şükran Ovalı, Ahmet Mümtaz Taylan und Goncagül Sunar auf. Von 2014 bis 2019 war er in der TV-Serie Diriliş: Ertuğrul in der gleichnamigen Hauptrolle bei TRT 1 zu sehen. Er wird auch im Jahr 2020 bei The Muslim 500 Publication als einer der einflussreichsten Muslime vorgestellt.

## Privates
Am 28. August 2014 heiratete er die Enkelin des Fußballers Selim Soydan und von Hülya Koçyiğit, Neslişah Alkoçlar. Das Paar hat einen Sohn, Emir Aras (geb. 2016), und eine Tochter, Alara (geb. 2018).

## Filmografie (Auswahl)
- 2001: Ruhsar (Serie)
- 2001: Bizim Otel (Serie)
- 2001: Yeditepe İstanbul (Serie)

- 2002–2004: Koçum Benim (Serie)
- 2003: Hürrem Sultan (Serie)
- 2003: Mühürlü Güller (Serie)
- 2005: Belalı Baldız (Serie)
- 2005: Beyza'nın Kadınları (Film)
- 2005: Kadın Her Zaman Haklıdır (Serie)
- 2006: Sıla (Serie)
- 2006: Anna Karenina (Theater)
- 2007: Sevgili Dünürüm (Serie)
- 2008: Cesaretin Var Mı Aşka? (Serie)
- 2009: Bir Bulut Olsam (Serie)
- 2010: Fünf Minarette in New York (Film)
- 2011: Anadolu Kartalları (Film)
- 2012: Son (Serie)
- 2013: Romantik Komedi 2 (Film)
- 2013: Bu İşte Bir Yalnızlık Var (Film)
- seit 2014: Diriliş: Ertuğrul (Serie)
- 2016: Ve Panayır Köyden Gider (Film)
- 2017: Bilal: Özgürlüğün Sesi (Film)
- 2018–2019: 3'te 3 Tarih (Serie)
- 2019: Kurşun (Serie)
- Seit 2021: Barbaroslar (Serie)